# Odds BK
Odds Ballklubb, norweski klub piłkarski z miasta Skien. Został założony 31 marca 1894 i jest rekordzistą pod względem zdobytych tytułów w Pucharze Norwegii (ostatnio w 2000). Po tułaczce przez niższe ligi przez wiele lat, klub awansował do I ligi w 1999. W sezonie 2007 zespół zajął 12. miejsce i spadł do II ligi, lecz po roku powrócił do najwyższej ligi. W ubiegłym sezonie drużyna zajęła 7. miejsce.

## Sukcesy
- Hovedserien
  - wicemistrzostwo (2): 1950/1951, 1956/1957
- Puchar Norwegii
  - zwycięstwo (12): 1903, 1904, 1905, 1906, 1913, 1915, 1919, 1922, 1924, 1926, 1931, 2000
  - finał (9): 1902, 1908, 1909, 1910, 1921, 1937, 1960, 2002, 2014

## Europejskie puchary
Legenda do wszystkich tabel:
- Q – runda eliminacyjna, 1/16, 1/8, 1/4, 1/2 – odpowiednia faza rozgrywek, Grupa – runda grupowa, 1r gr – pierwsza runda grupowa, 2r gr – druga runda grupowa, F – finał, R – runda, PO – play-off
- k. – rzuty karne, los. – losowanie, Dogr. – dogrywka, w. – zasada bramek strzelonych na wyjeździe

| Sezon   | Rozgrywki   | Runda | Przeciwnik        | Dom | Wyjazd | Ogólnie |
| ------- | ----------- | ----- | ----------------- | --- | ------ | ------- |
| 2001/02 | Puchar UEFA | 1R    | Helsingborgs IF   | 2–2 | 1–1    | 3–3, w. |
| 2004/05 | Puchar UEFA | 2Q    | Ekranas Poniewież | 3–1 | 1–2    | 4–3     |
| 2004/05 | Puchar UEFA | 1R    | Feyenoord         | 0–1 | 1–4    | 1–5     |
| 2015/16 | Liga Europy | 1Q    | Sheriff Tyraspol  | 3–0 | 0–0    | 3–0     |
| 2015/16 | Liga Europy | 2Q    | Shamrock Rovers   | 2–0 | 2–1    | 4–1     |
| 2015/16 | Liga Europy | 3Q    | Elfsborg          | 1–2 | 2–0    | 3–2     |
| 2015/16 | Liga Europy | PO    | Borussia Dortmund | 3–4 | 2–7    | 5–11    |
| 2016/17 | Liga Europy | 1Q    | IFK Mariehamn     | 2–0 | 1–1    | 3–1     |
| 2016/17 | Liga Europy | 2Q    | PAS Janina        | 0–3 | 3–1    | 3–4     |
| 2017/18 | Liga Europy | 1Q    | Ballymena United  | 3–0 | 2–0    | 5–0     |
| 2017/18 | Liga Europy | 2Q    | FC Vaduz          | 1–0 | 1–0    | 2–0     |
| 2017/18 | Liga Europy | 3Q    | Dinamo Zagrzeb    | 0–0 | 1–2    | 1–2     |

## Skład na sezon 2018
| Nr | Poz. | Piłkarz            |
| -- | ---- | ------------------ |
| 1  | BR   | Sondre Rossbach    |
| 2  | OB   | Espen Ruud         |
| 3  | OB   | Fredrik Semb Berge |
| 4  | OB   | Vegard Bergan      |
| 5  | OB   | Thomas Grøgaard    |
| 6  | PO   | Vebjørn Hoff       |
| 7  | PO   | Martin Broberg     |
| 8  | PO   | Jone Samuelsen     |
| 9  | NA   | Birk Risa          |
| 11 | NA   | Elba Rashani       |
| 12 | BR   | Viljar Myhra       |
| 13 | PO   | Stefan Mladenovic  |

| Nr | Poz. | Piłkarz                 |
| -- | ---- | ----------------------- |
| 14 | PO   | Fredrik Nordkvelle      |
| 16 | PO   | Joshua Kitolano         |
| 17 | PO   | Markus Andreas Kaasa    |
| 18 | OB   | Odin Bjørtuft           |
| 19 | PO   | Bilal Njie              |
| 20 | PO   | Tobias Lauritsen        |
| 21 | OB   | Steffen Hagen (kapitan) |
| 22 | PO   | Torgeir Børven          |
| 23 | NA   | Marius Bustgaard Larsen |
| 25 | PO   | John Kitolano           |
| -- | BR   | Ajay Sureshkumar        |